# Gwalichaur
Gwalichaur (en népalais : ग्वालीचौर) est un comité de développement villageois du Népal situé dans le district de Baglung. Au recensement de 2011, il comptait 4 375 habitants.